# 認定電気工事従事者認定講習
認定電気工事従事者講習（にんていでんきこうじじゅうじしゃこうしゅう）とは、経済産業大臣が定める簡易電気工事に関する講習である。認定電気工事従事者認定講習については、一般財団法人電気工事技術講習センターが行っている。

## 概要
「認定電気工事従事者」認定証の交付を受けると、最大電力500kW未満の需要設備（以下「自家用電気工作物」という）のうち、電圧600Ｖ以下で使用する電気工作物の工事（簡易電気工事）に従事することができる。（ただし、電線路に係る工事は除く。電気工事士法第3条第4項）
認定証は、電気工事技術講習センターが実施する「認定電気工事従事者認定講習」を受講し、その講習修了証等を添えて、住所地を所管する産業保安監督部に申請することにより、交付される。

## 受講資格
1. 第二種電気工事士免状の交付を受けた者
2. 電気主任技術者免状の交付を受けた者

※講習日前日までに免状が交付されていない場合は、この講習を修了し、認定申請をしても認定証は交付されない。
なお、次の者は認定講習を受講しなくても産業保安監督部へ申請し、認定電気工事従事者認定証の交付を受けることができる。
- 第一種電気工事士試験合格者
- 第二種電気工事士免状取得後、電気に関する工事の実務経験が3年以上ある者
- 電気主任技術者免状取得後、電気工作物の工事、維持もしくは運用に関する実務経験が3年以上ある者

## 講習地域
全国主要都市ほか